# Alyre de Clermont
Alyre de Clermont, Illidius ou Illirius fut, selon la tradition locale, le quatrième évêque de Clermont, il serait mort en 384. Il est reconnu comme saint par l'Église catholique romaine et l'Église orthodoxe. Il est fêté le 5 juin.

## Biographie
La tradition rapporte qu'Alyre est mort en 384, au retour d'un voyage à Trèves ; il avait été convoqué par l'empereur Maxime, qui lui demandait de guérir sa fille, possédée par le démon. Alyre est en effet invoqué pour l'exorcisme des possédés, comme Cyriaque ou Mathurin.
Son mausolée fut établi dans un faubourg au nord de Clermont ; plus tard, une abbaye bénédictine s'installa autour de ce tombeau et de ses reliques.

## Culte
Saint Alyre est fêté le 5 juin. Une statue tardive de lui se trouve à la cathédrale de Clermont.
Il a donné son nom à l'importante abbaye bénédictine de Saint-Alyre de Clermont ainsi qu'à tout le quartier environnant, l'actuel quartier Saint-Alyre nommé dès le IIIe siècle « vicus christianorum ».